# Comuna Mihălășeni, Botoșani
Mihălășeni este o comună în județul Botoșani, Moldova, România, formată din satele Caraiman, Mihălășeni (reședința), Năstase, Negrești, Păun, Sărata și Slobozia Silișcani. Aici s-a născut inginerul-constructor Radu Scutelnicu.

## Demografie
Componența etnică a comunei Mihălășeni
     Români (93,55%)
     Alte etnii (0%)
     Necunoscută (6,45%)
Componența confesională a comunei Mihălășeni
     Ortodocși (92,51%)
     Alte religii (0,99%)
     Necunoscută (6,5%)
Conform recensământului efectuat în 2021, populația comunei Mihălășeni se ridică la 2.123 de locuitori, în scădere față de recensământul anterior din 2011, când fuseseră înregistrați 2.214 locuitori. Majoritatea locuitorilor sunt români (93,55%), iar pentru 6,45% nu se cunoaște apartenența etnică. Din punct de vedere confesional, majoritatea locuitorilor sunt ortodocși (92,51%), iar pentru 6,5% nu se cunoaște apartenența confesională.

## Politică și administrație
Comuna Mihălășeni este administrată de un primar și un consiliu local compus din 13 consilieri. Primarul, Claudiu-Daniel Chelariu[*], de la Partidul Social Democrat, este în funcție din octombrie 2020. Începând cu alegerile locale din 2024, consiliul local are următoarea componență pe partide politice:
|  | Partid                          | Consilieri | Componența Consiliului | Componența Consiliului | Componența Consiliului | Componența Consiliului | Componența Consiliului | Componența Consiliului | Componența Consiliului | Componența Consiliului | Componența Consiliului |
|  | ------------------------------- | ---------- | ---------------------- | ---------------------- | ---------------------- | ---------------------- | ---------------------- | ---------------------- | ---------------------- | ---------------------- | ---------------------- |
|  | Partidul Social Democrat        | 9          |                        |                        |                        |                        |                        |                        |                        |                        |                        |
|  | Partidul Național Liberal       | 3          |                        |                        |                        |                        |                        |                        |                        |                        |                        |
|  | Alianța pentru Unirea Românilor | 1          |                        |                        |                        |                        |                        |                        |                        |                        |                        |

## Personalități născute aici
- Radu Scutelnicu (1938 - 1998), inginer, realizator a mai multor invenții și inovații în hidrotehnică.